# Département de Kribi
Département de Kribi är ett departement i Kamerun.   Det ligger i regionen Södra regionen, i den sydvästra delen av landet, 190 km sydväst om huvudstaden Yaoundé.